# Caserras del Castillo
Caserras del Castillo (Casserres del Castell en catalán ribagorzano) es una localidad española perteneciente al municipio de Estopiñán del Castillo, en la Ribagorza, en la provincia de Huesca, Aragón. Se asienta sobre la Roca de Porquet.
Actualmente la población es usada por los bomberos y Guardia Civil para realizar simulacros de rescates.

## Toponimia
En el fogaje de 1495 aparece escrito como Caserras, como todavía se le llama en la zona en aragonés bajorribagorzano. Los textos grausinos asocian esta localidad a las trompas de Ribagorza o gaitas:

Que se preparan las fiestas d'el Santo Cristo tan mahas o millors que atros anyos; n'hi habrá gaita de Caserras, vaquetas, toreros, fuegos mui mahos, mohiganga y algun'atra cosa pa divertir a los forasteros, que cada anyo en viene más,...

...la víspera por la tarde que veniban los gaiteros de Caserras, mui liheros y correban los zagals...

## Historia

### Edad Media
La población fue conquistada por Arnau Mir de Tost en el 1037, aunque en el 1056 parece que había sido retomada ya que un caballero de Arnau, Ramon de Mir, aparece documentado al liberar la población que posteriormente el 10 de enero de 1057 se recoge en el acta de la entrega realizada por Arnau, su mujer Arsenda y el hijo de ambos, a Guillermo Ramón, iudex de la abadía de San Pedro de Áger. Posteriormente en el 10 de agosto de 1058 se tramitará una conveniencia entre el de Ager y el urgelitano por la cual Ermengol III, conde de Urgel, cede a Arnaldo Mir la población a cambio de auxiliar al conde en caso de necesidad militar y de que en caso de que reciba parias, Arnau se quedase con las tres cuartas partes de las mismas.
Tras este acuerdo, Arnau Mir de Tost confió hacia el 1063 la guardia del castillo y de su población a  a Mirón, hijo de Ermesenda, y Bertrán, hijo de Guilga, quienes se encargarían de proteger la población, así como otras fortalezas dentro del término.

#### Conflicto entre los Cabrera y los Urgel
Tras la muerte de Ramiro I durante el asedio de Graus en el 1063 el conde de Barcelona Ramón Berenguer I compró a Sancha de Urgell los castillos de Purroy y Pilzán el 27 de julio de 1067 y anteriormente ya había comprado Caserras el 27 de julio del mismo año a Arnau Mir de Tost, quien posteriormente contravino la venta al testar que la población debía de ser heredada por su hija Valenza, aunque el 23 de marzo de 1072 los condes Ermengol IV de Urgel y su esposa Lucia de Pallars Subirá reconocerían los derechos de los condes de Barcelona a cambio de una cuantiosa cantidad de dinero.
Posteriormente los Cabrera, como herederos de Arnau Mir de Tost, obtuvieron la jurisdicción efectiva sobre la población aunque en calidad de vasallos de los condes de Barcelona, ya que en el 1087 Guerau Ponce de Cabrera juró fidelidad a Berenguer Ramon II para la defensa militar de Caserras frente a las ambiciones de Ermengol IV de Urgel por retomar la población, ya que anteriormente había obtenido derechos sobre Purroy, Pilzán y la propia Caserras de los condes.
A mediados del siglo XII los conflictos por la propiedad de la población entre los vizcondes de Ager y los condes de Urgel continuaron, aunque entonces se llevó a la curia condal donde el 27 de enero de 1157 se dictaminó a favor de Ermengol VII de Urgel y en contra de los deseos de Guerao II de Cabrera, quien tampoco cesó en sus reivindicaciones sobre sus derechos pero finalmente su hijo Giraldo III de Cabrera se vio obligado a transferir el control de la población a Ermengol VIII de Urgel en el 1195.
Finalmente con las disputas sobre la sucesión de la casa de Urgel, la población fue usada como moneda de cambio en las mismas, quedando finalmente vinculada a la baronía de Peralta.

### Edad Contemporánea
La población fue una de las afectadas por la construcción del pantano de Canelles, inaugurado en el 1956 y que anegó gran parte de sus terrenos de cultivo, lo que llevó a que en pocos años la población pasase de sobrepasar los cuatrocientos habitantes y tuviera servicios como cuartel de la Guardia Civil, ayuntamiento y escuela a estar deshabitado en apenas veinte años.

## Demografía

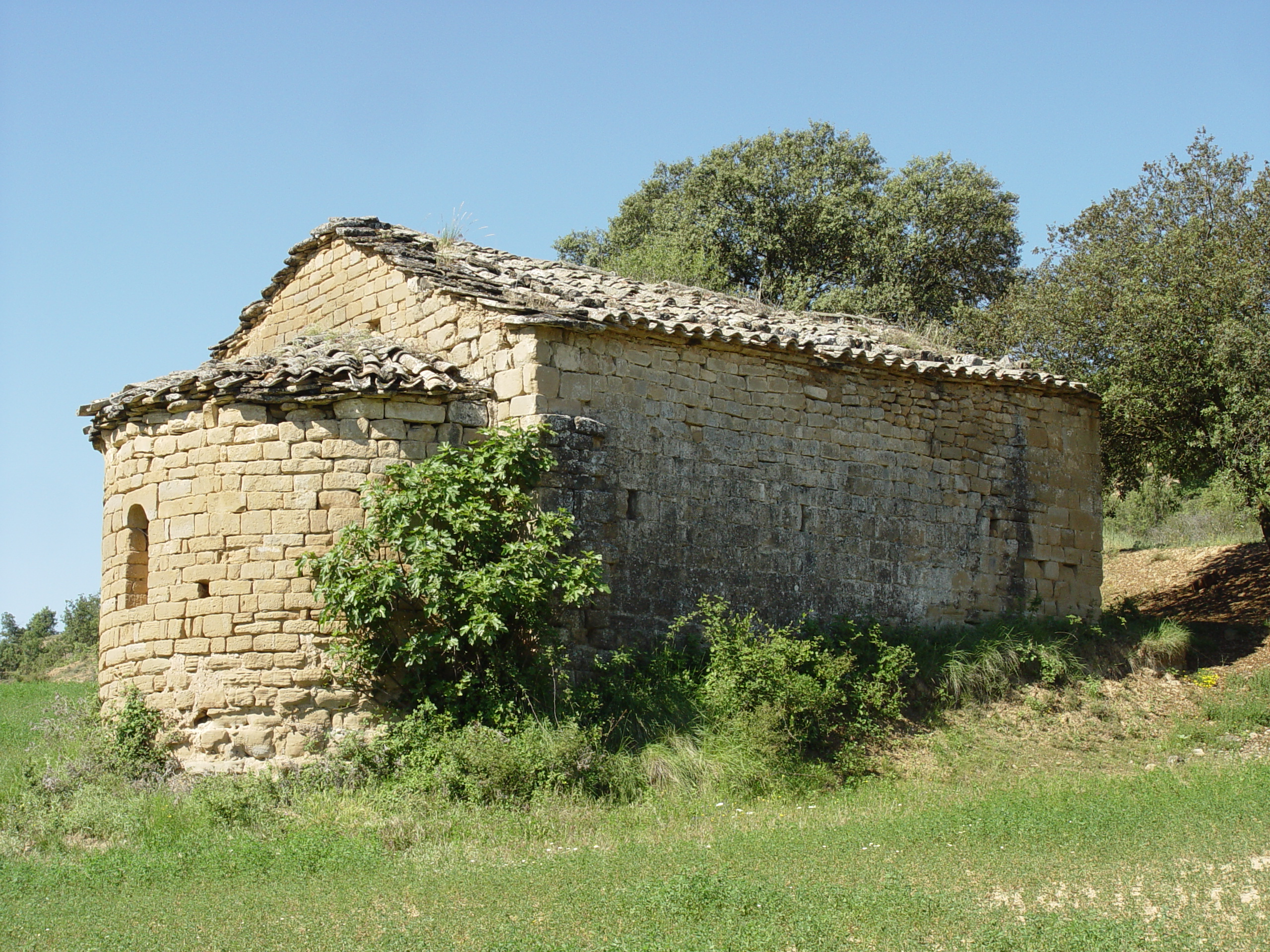
Ermita de Santa Sofía.

| Gráfica de evolución demográfica de Caserras del Castillo entre 1842 y 1960 |
| |
| Población de derecho según los censos de población del INE Población de hecho según los censos de población del INEEntre el censo de 1970 y el anterior, este municipio desaparece porque se integra en el municipio Estopiñán del Castillo |

## Patrimonio
- Iglesia de Santa María, templo románico del siglo XII.[7]Se encuentra muy cerca de la torre y único resto del castillo, aunque lo único que se mantiene es un pie del muro norte y la cabecera pero en el exterior del ábside se pueden observar unos arquillos lombardos construidos en piedra tosca de gran valor artístico.[3]
- Ermita de San Miguel, construida alrededor de la segunda mitad del siglo XIII[8] sobre un pequeño montículo al este de la población.[7]Es un templo gótico que cuenta con una nave y testero plano, teniendo la puerta de ingreso en el muro sur, aunque actualmente el techo se encuentra derruido.[3]
- Ermita de Santa Sofía, construida en la primera parte del siglo XIII.[7]Consta de una nave rectangular orientada litúrgicamente y con un ábside de tambor mientras que al interior la nave y presbiterio se cubren con bóveda de medio cañón y el ábside se cubre con una bóveda de cuarto de esfera.[3]
- Restos del antiguo castillo, del siglo XIII.[1]

## Rutas
Las siguientes rutas de senderismo pasan por la localidad:

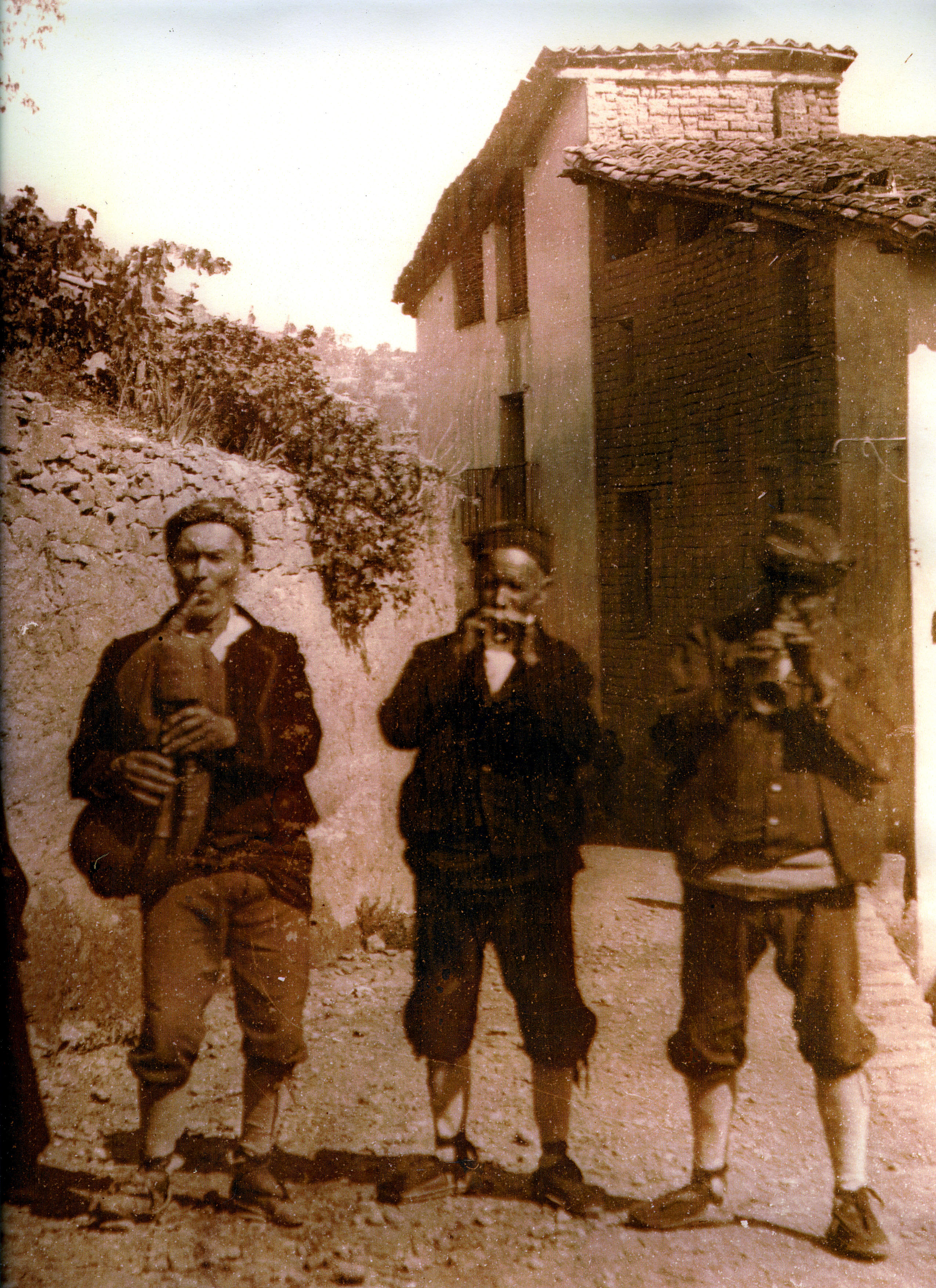
Isidro Castell con la gaita, Pedro Lloret con la dulzaina y un tercer gaitero de nombre desconocido eran los llamados "Gaiteros de Caserras".

- PR-HU 45

## Cultura

### Fiestas
Las fiestas de la población se celebraban el 31 de agosto en honor a San Ramon Nonato.

### Música
A finales del siglo XIX el pueblo era reconocido por los "gaiteros de Caserras", músicos que a menudo tocaban la gaita de boto acompañados de trompas ribagorzanas y que eran contratados durante las fiestas en las distintas poblaciones para amenizar las festividades, llegando a contar con una calle en su honor en la cercana población de Graus.